# BMW Z4
BMW Z4 – samochód sportowy klasy kompaktowej produkowany pod niemiecką marką BMW od 2002 roku. Od 2018 roku produkowana jest trzecia generacja modelu.

## Pierwsza generacja

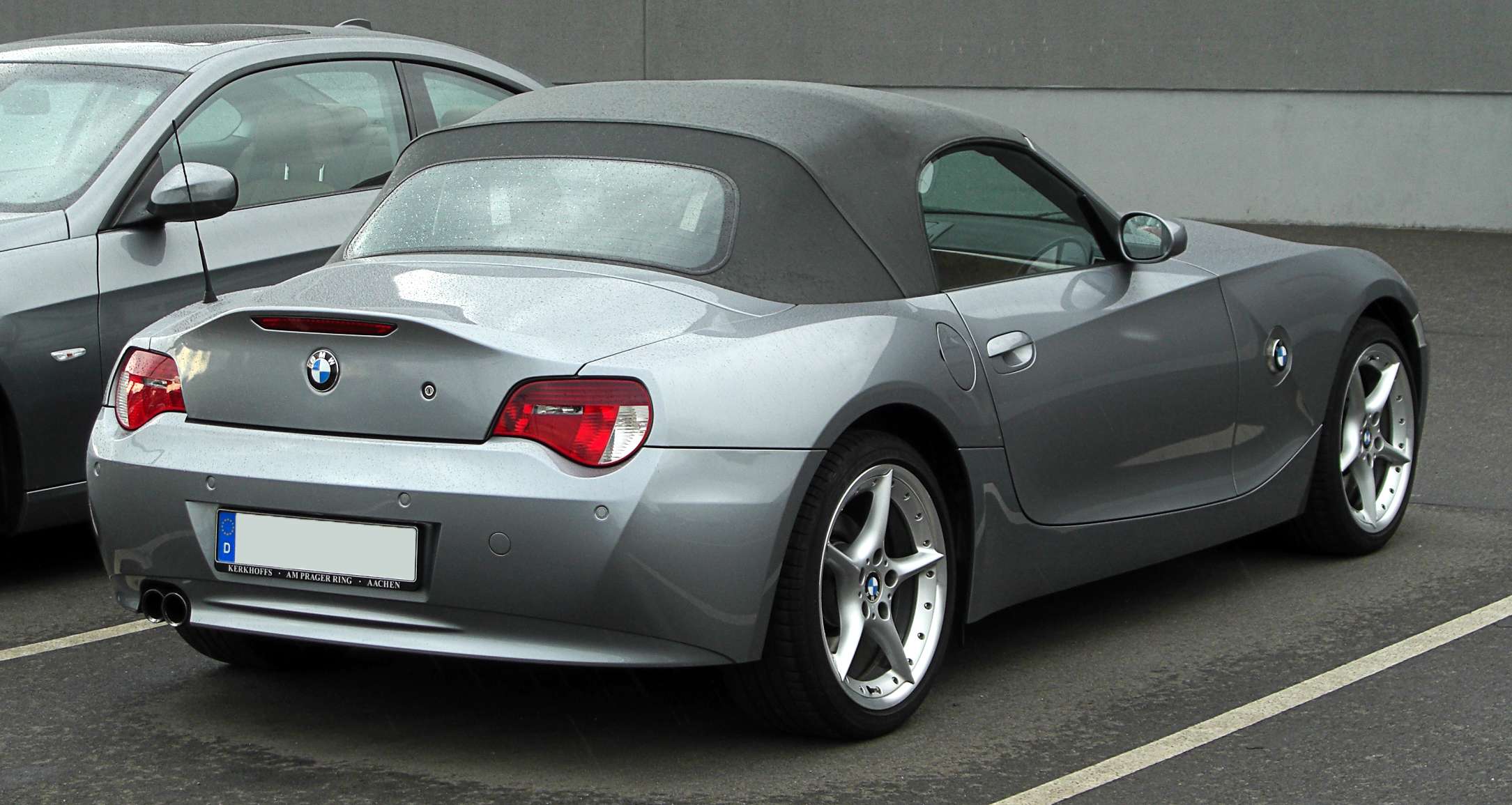
BMW Z4 – tył

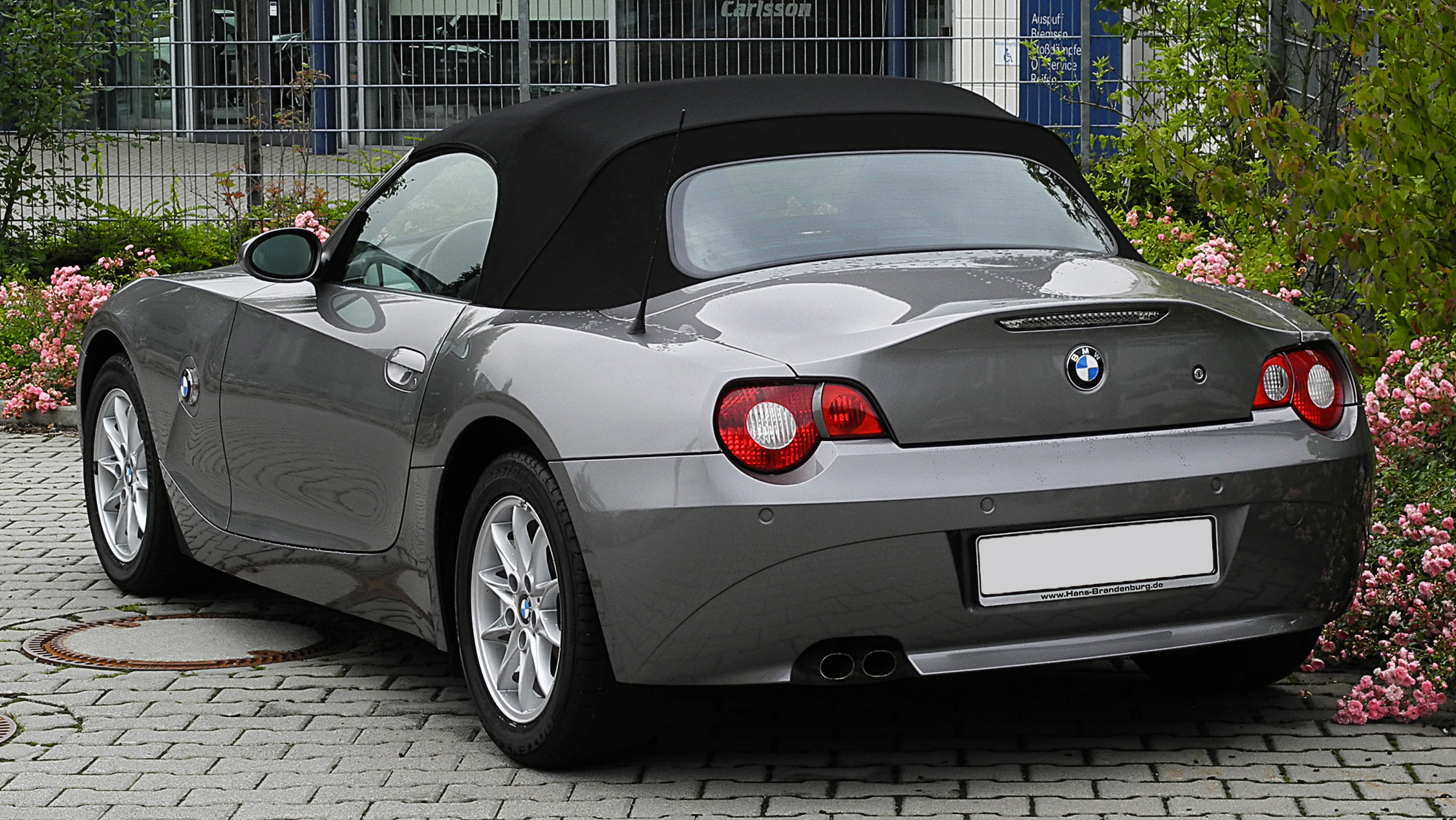
BMW Z4 przed liftingiem – tył

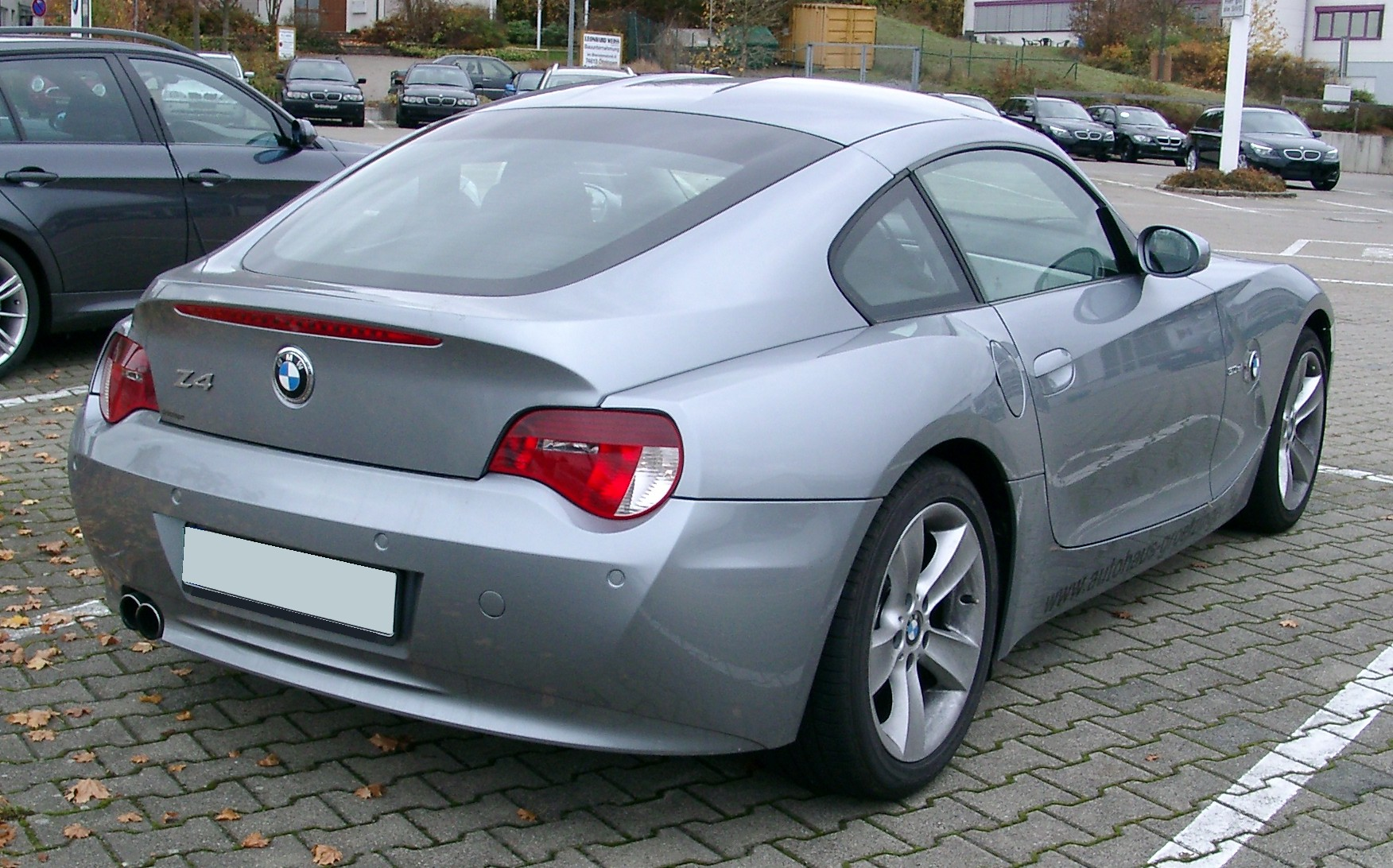
BMW Z4 Coupe

BMW Z4 I zostało zaprezentowane po raz pierwszy w 2002 roku.
Model pierwszej generacji zadebiutował jako następca modelu Z3. Wersja roadster otrzymała kod fabryczny E85, a coupe – E86. Nadwozie zaprojektował duński designer Anders Warming. Podobnie jak poprzednik, samochód oferowany był w dwóch wariantach nadwoziowych – coupe oraz roadster, pierwsza wersja nadwoziowa pozostała jednak wariantem wyjątkowo niszowym – powstało bowiem 17 tysięcy sztuk na tle niemal 181 tysięcy wyprodukowanych roadsterów. Pojazd powstawał w amerykańskiej fabryce w Greer w południowej Karolinie.

### BMW Z4 M Coupe (Wersja sportowa)
- Przyspieszenie 80–120 km/h na 4/5 biegu – 5,0/6,5 s
- Hamulec oś przednia – 345 mm tarcza stalowa z 6-tłoczkowymi zaciskami nieruchomymi
- Hamulec oś tylna – 320 mm tarcza stalowa z 4-tłoczkowymi zaciskami nieruchomymi
- Kierownica – wielofunkcyjna „quick release” ze zintegrowanym sterowaniem wyświetlacza
- Opony przód / tył – 225/45 ZR18 / 255/40 ZR18
- Wsp. oporu powietrza (cw) – 0,35

### Dane techniczne
| Wersja             | Silnik:                   | Układ zasilania:   | Średnica × skok tłoka: | St. sprężania:     | Moc maksymalna:                    | Maks. moment obrotowy          | 0–100 km/h:        | V-max:             |
| Silniki benzynowe: | Silniki benzynowe:        | Silniki benzynowe: | Silniki benzynowe:     | Silniki benzynowe: | Silniki benzynowe:                 | Silniki benzynowe:             | Silniki benzynowe: | Silniki benzynowe: |
| ------------------ | ------------------------- | ------------------ | ---------------------- | ------------------ | ---------------------------------- | ------------------------------ | ------------------ | ------------------ |
| 2.0i               | R4 2,0 l (1995 cm³), DOHC | wtrysk EFi         | 84,00 × 90,00 mm       | 10,50:1            | 150 KM (110 kW) przy 6200 obr./min | 200 N·m przy 3600 obr./min     | 8,2 s              | 220 km/h           |
| 2.2i               | R6 2,2 l (2171 cm³), DOHC | wtrysk EFi         | 80,00 × 72,00 mm       | 10,8:1             | 170 KM (125 kW) przy 6100 obr./min | 210 Nm przy 3500 obr./min      | 7,7 s              | 225 km/h           |
| 2.5i               | R6 2,5 l (2494 cm³), DOHC | wtrysk EFi         | 84,00 × 75,00 mm       | 10,5:1             | 192 KM (141 kW) przy 6000 obr./min | 245 Nm przy 3500 obr./min      | 7,0 s              | 235 km/h           |
| 2.5si              | R6 2,5 l (2497 cm³), DOHC | wtrysk EFi         | 82,00 × 78,80 mm       | 11,0:1             | 218 KM (160 kW) przy 6500 obr./min | 250 Nm przy 2750-4250 obr./min | 6,5 s              | 240 km/h           |
| 3.0i               | R6 3,0 l (2979 cm³), DOHC | wtrysk EFi         | 84,00 × 89,60 mm       | 10,2:1             | 231 KM (170 kW) przy 5900 obr./min | 300 Nm przy 3500 obr./min      | 5,9 s              | 250 km/h           |
| 3.0si              | R6 3,0 l (2996 cm³), DOHC | wtrysk EFi         | 85,00 × 88,00 mm       | 10,7:1             | 265 KM (195 kW) przy 6600 obr./min | 315 Nm przy 2750 obr./min      | 5,7 s              | 250 km/h           |
| 3.2i M             | R6 3,2 l (3246 cm³), DOHC | wtrysk EFi         | 87,00 × 91,00 mm       | 11,5:1             | 343 KM (252 kW) przy 7900 obr./min | 365 Nm przy 4900 obr./min      | 5,0 s              | 250 km/h           |

## Druga generacja

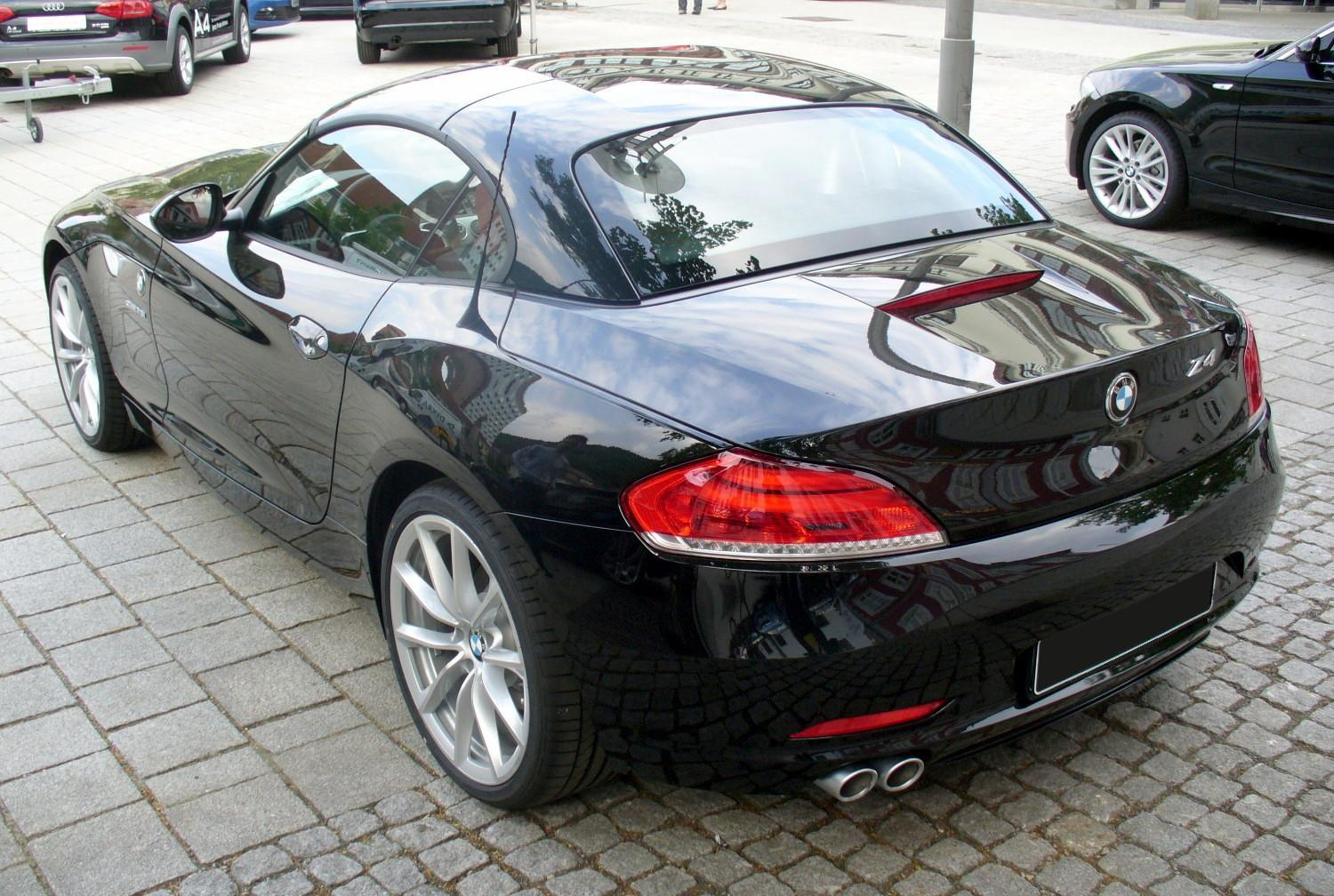
BMW Z4 II (E89) – tył

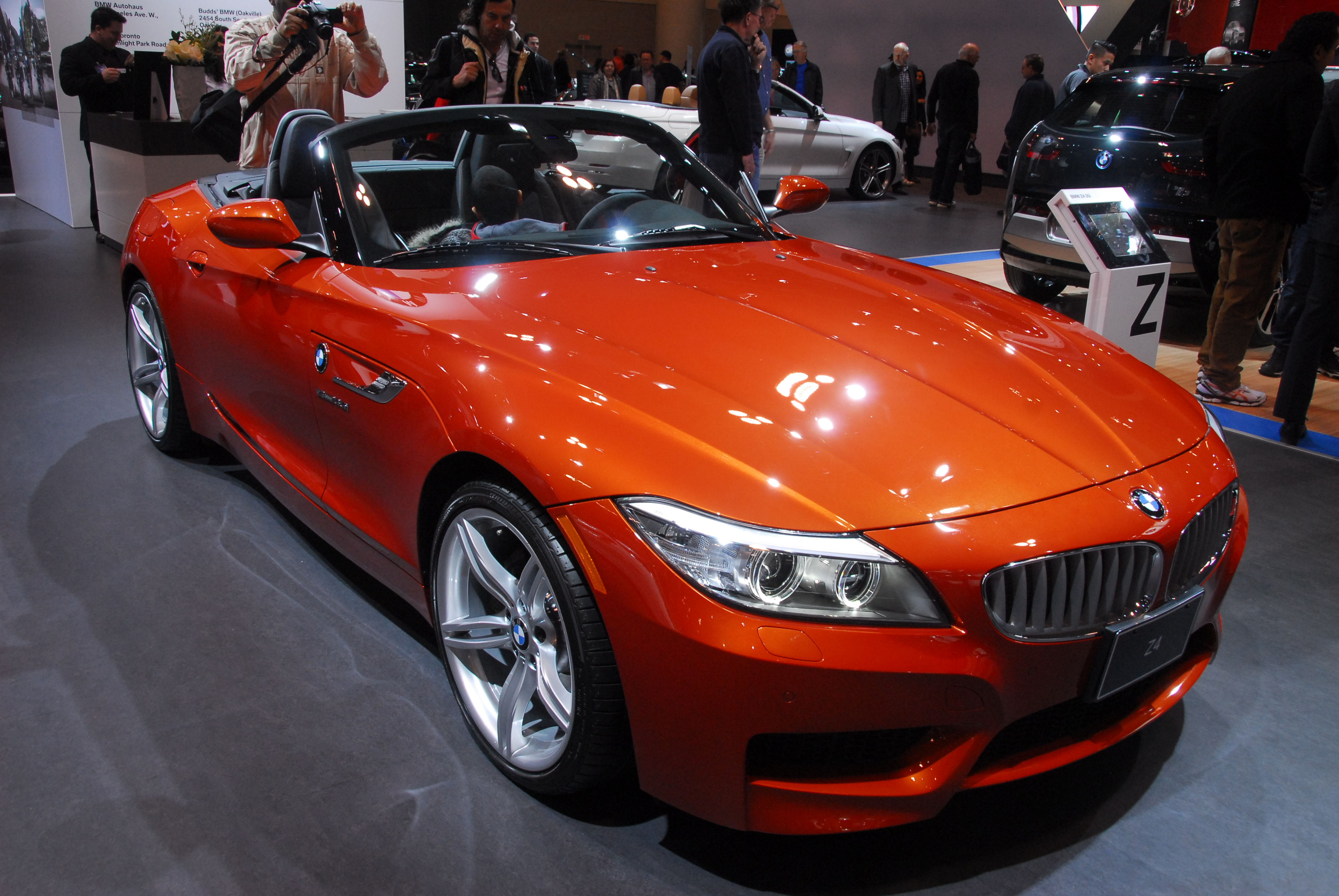
BMW Z4 II po liftingu

BMW Z4 II zostało zaprezentowane po raz pierwszy w 2008 roku.
Druga generacja modelu Z4 otrzymała symbol E89. Premiera modelu odbyła się 11 stycznia 2008 na światowych targach samochodowych w Detroit. W stosunku do pierwszego wcielenia wygląd samochodu jest ewolucją – charakterystyczne proporcje dla roadsterów BMW zostały zachowane, a znakiem szczególnym drugiej generacji Z4 są masywniejsze przednie reflektory. Ale auto stało się większe i cięższe.
Produkcja modelu w niemieckich zakładach bawarskiej marki zakończyła się w sierpniu 2016 roku. Następca modelu ponownie otrzyma oznaczenie Z4 i powstanie we współpracy z Toyotą, która z kolei planuje wskrzesić emblemat Supra. Nowy roadster BMW jest spodziewany w drugiej połowie 2017 roku.

### Dane techniczne
| Wersja             | Silnik:                          | Układ zasilania:   | Średnica × skok tłoka: | St. sprężania:     | Moc maksymalna:                         | Maks. moment obrotowy          | 0–100 km/h:        | V-max:             |
| Silniki benzynowe: | Silniki benzynowe:               | Silniki benzynowe: | Silniki benzynowe:     | Silniki benzynowe: | Silniki benzynowe:                      | Silniki benzynowe:             | Silniki benzynowe: | Silniki benzynowe: |
| ------------------ | -------------------------------- | ------------------ | ---------------------- | ------------------ | --------------------------------------- | ------------------------------ | ------------------ | ------------------ |
| sDrive20i          | R4 2,0 l (1997 cm³), DOHC        |                    |                        |                    | 184 KM (135 kW) przy 5000 obr./min      | 270 Nm przy 1250–4500 obr./min | 6,9 s              | 235 km/h           |
| sDrive23i          | R6 2,5 l (2497 cm³), DOHC        | wtrysk EFi         | 82,00 × 78,80 mm       | 11,0:1             | 204 KM (150 kW) przy 6400 obr./min      | 250 Nm przy 2750 obr./min      | 6,6 s              | 242 km/h           |
| sDrive28i          | R4 2,0 l (1997 cm³), DOHC        |                    |                        |                    | 245 KM (180 kW) przy 5000–6000 obr./min | 350 Nm przy 1500–4800 obr./min | 5,7 s              | 250 km/h           |
| sDrive30i          | R6 3,0 l (2996 cm³), DOHC        | wtrysk EFi         | 85,00 × 88,00 mm       | 10,7:1             | 258 KM (190 kW) przy 6600 obr./min      | 310 Nm przy 2600 obr./min      | 5,8 s              | 250 km/h           |
| sDrive35i          | R6 3,0 l (2979 cm³), DOHC, turbo | wtrysk bezpośredni | 85,00 × 89,60 mm       | 10,2:1             | 306 KM (225 kW) przy 5800 obr./min      | 400 Nm przy 1300–5000 obr./min | 5,2 s              | 250 km/h           |
| sDrive35is         | R6 3,0 l (2979 cm³), DOHC, turbo | wtrysk bezpośredni | 85,00 × 89,60 mm       | 10,2:1             | 340 KM (250 kW) przy 5900 obr./min      | 500 Nm przy 1500 obr./min      | 4,8 s              | 250 km/h           |

## Trzecia generacja

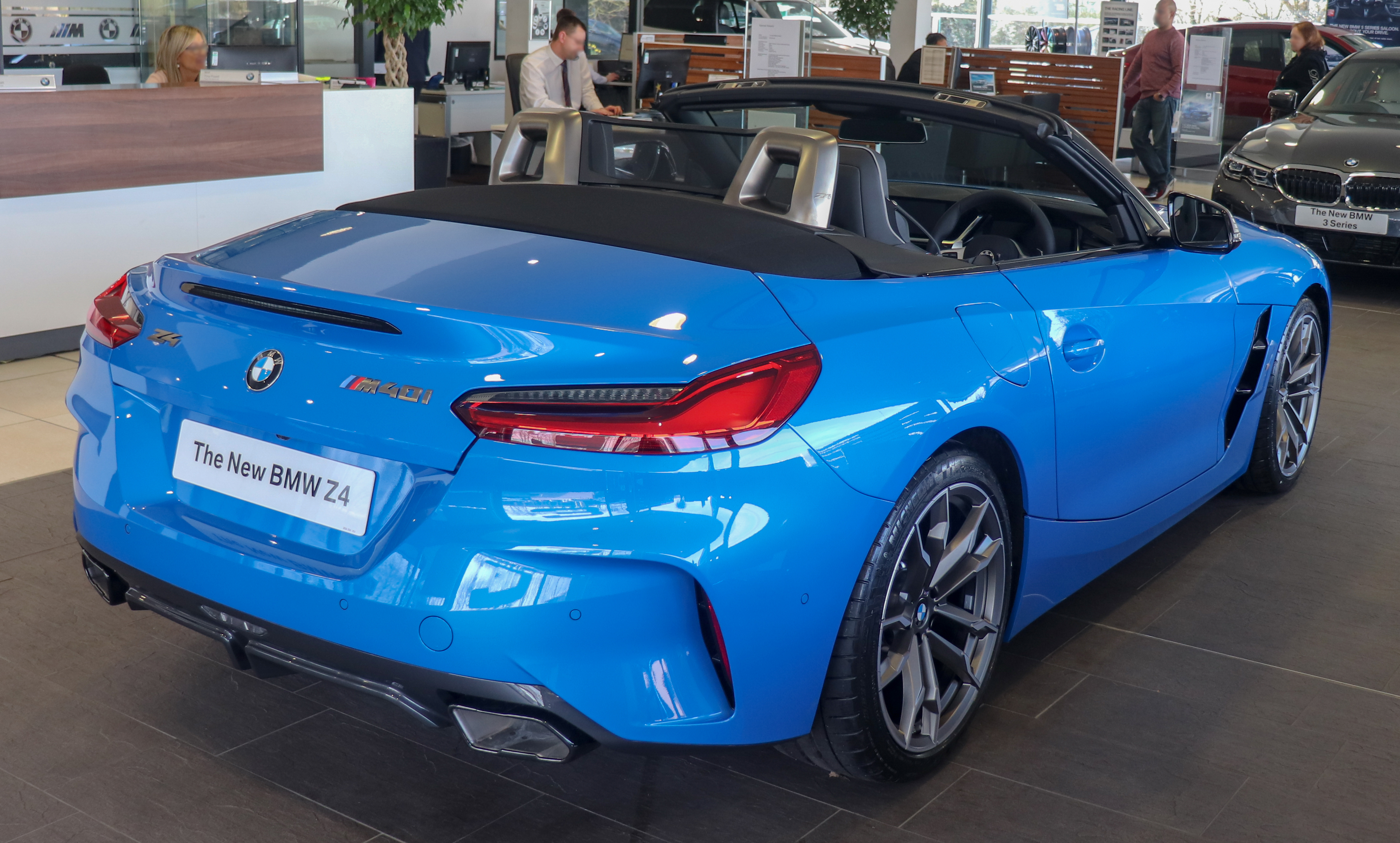
BMW Z4 III (G29) – tył

BMW Z4 III zostało zaprezentowane po raz pierwszy w sierpniu 2018 roku, przywracając do oferty emblemat Z4 po prawie dwóch latach przerwy.
Trzecie wcielenie Z4 otrzyma kod fabryczny G29. Samochód zachował formę małego roadstera, nawiązując do aktualnego kierunku stylistycznego marki. Auto opracowano wraz z Toyotą, która w podobnym czasie przedstawiła nowe sportowe coupe pod wskrzeszonym emblematem Supra.
Światowa premiera nowego Z4 odbyła się w październiku 2018 na Paris Auto Show, a produkcja odbywa się w Grazu w Austrii w zakładach Magna Steyr. Produkcja modelu ma zakończyć się wiosną 2026 roku.

### Face lifting

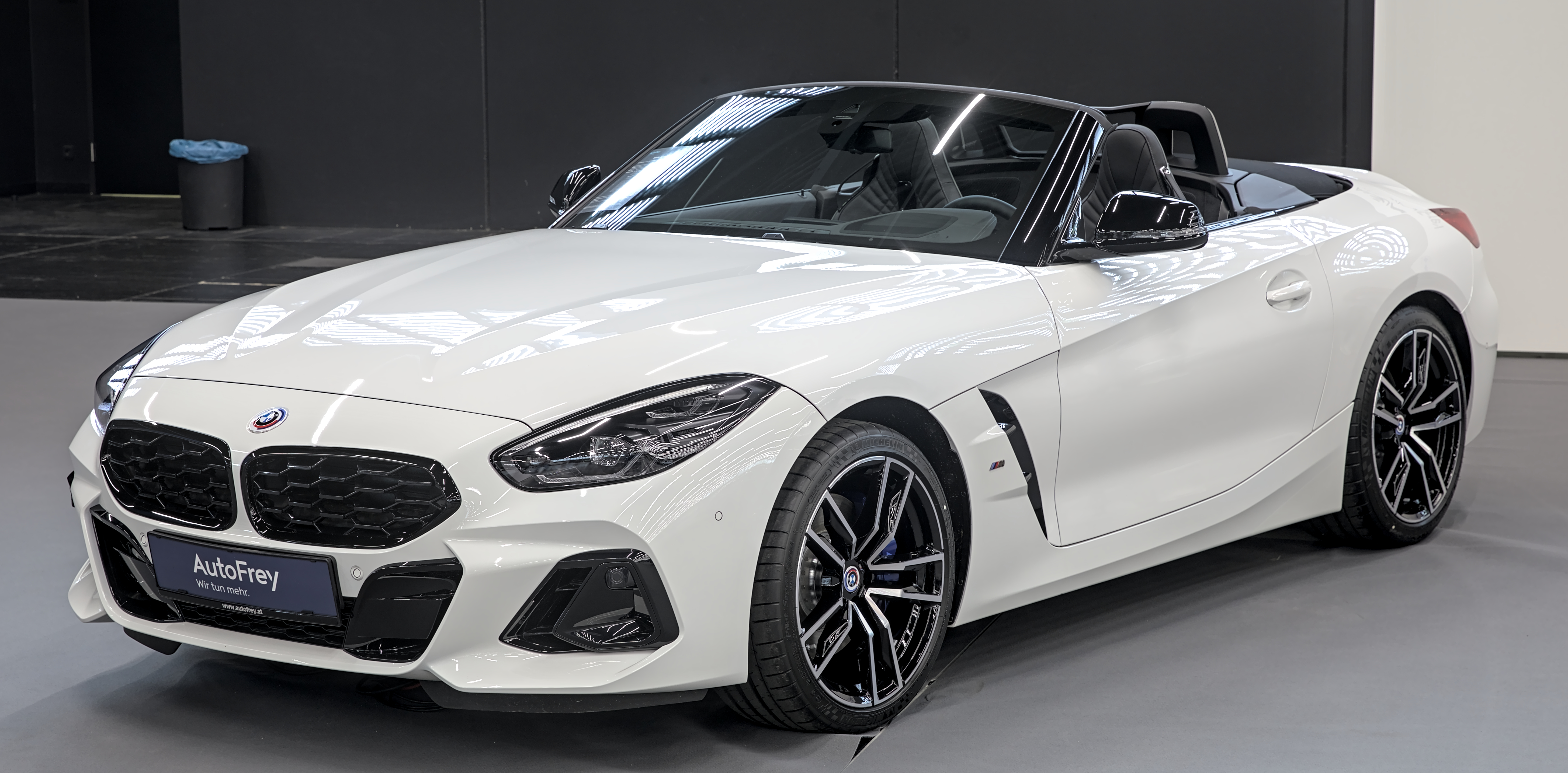
BMW Z4 III po liftingu

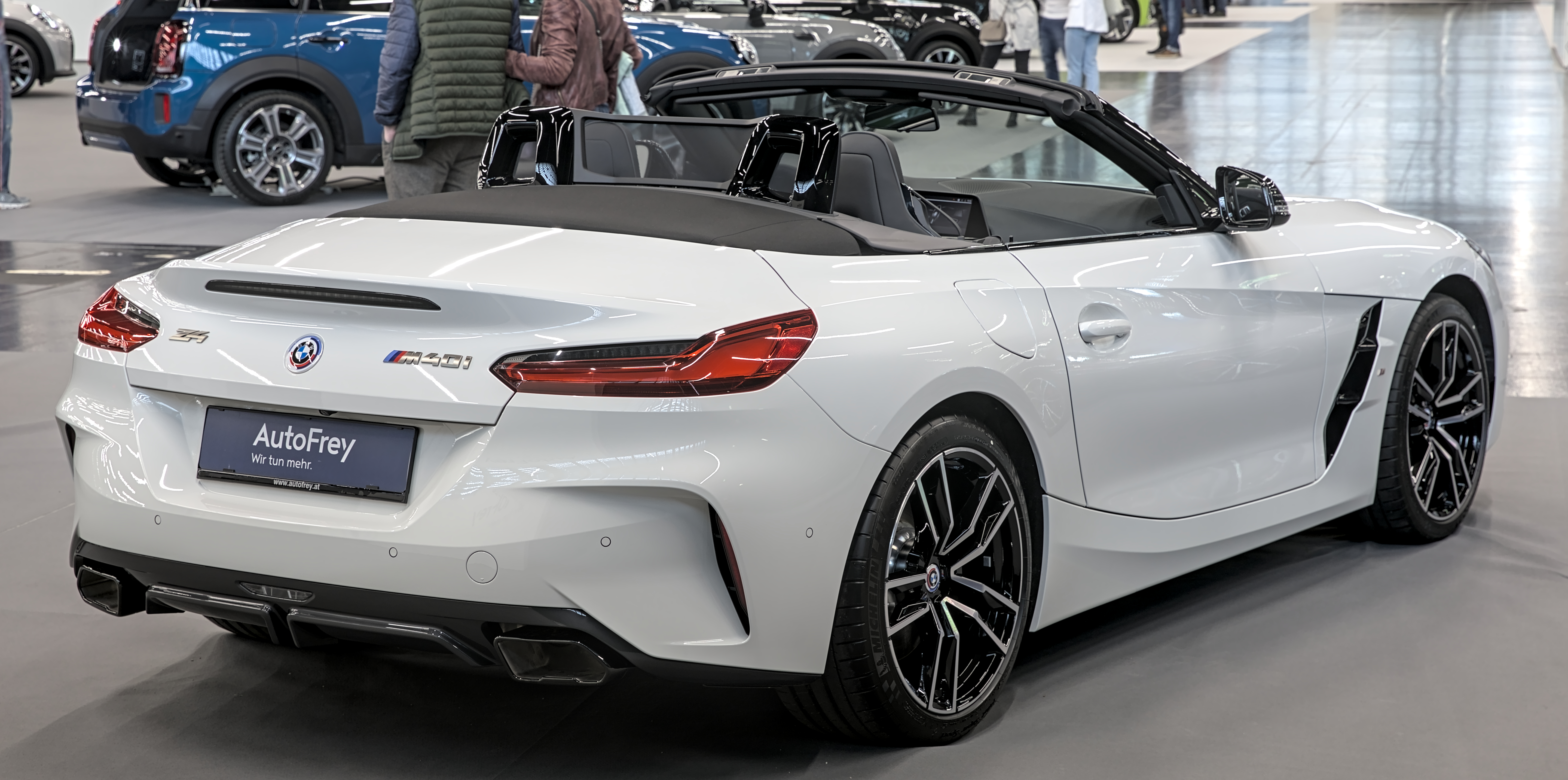
BMW Z4 III po liftingu – tył

We wrześniu 2022 roku samochód przeszedł delikatny lifting. Zmiany kosmetyczne da się ledwo zauważyć. Zyskało lekko przearanżowany grill ze wzorem plastra miodu. Element wykończono czarnym lakierem, przez co wydaje się być nieco większy. Przedni zderzak zyskał dodatkowe elementy dekoracyjne przy wlotach powietrza, co dodaje jeszcze więcej sportowego charakteru. Co ważne, pakiet M jest już dostępny w standardzie, nawet dla wersji z silnikami czterocylindrowymi. Ze względu na rozszerzenie wyposażenia standardowego producent zrezygnował z oferowania pakietów Advantage, Sport Line i M Sport. 